# Kloster Herrevad
Das Kloster Herrevad (Herivadum) ist ein ehemaliges Zisterzienserkloster in Schweden. Es lag im ehemals dänischen Schonen bei Ljungbyhed in der heutigen Gemeinde Klippan.

## Geschichte

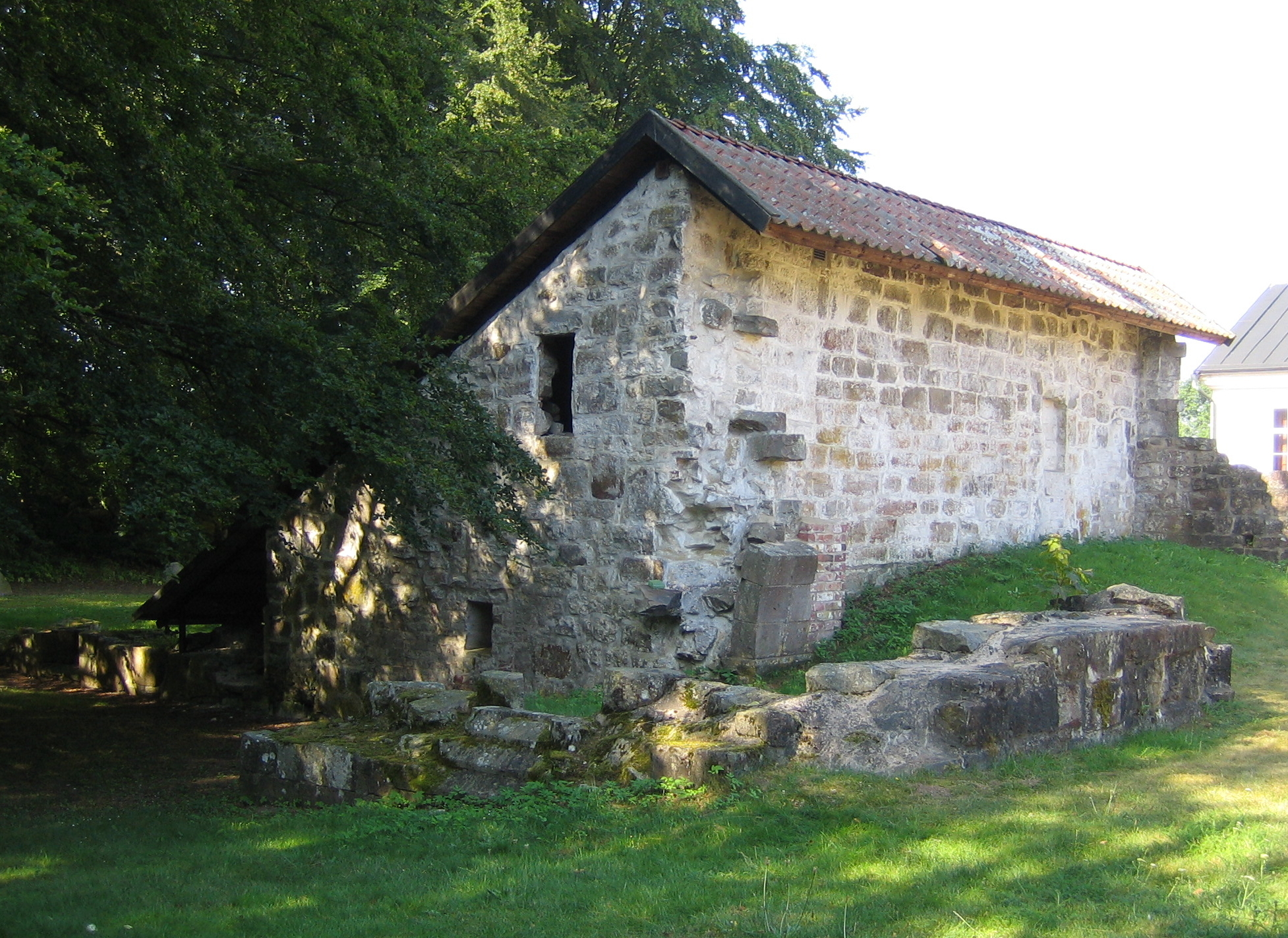
Reste der Kapelle des Klosters

Im Jahr 1144 wurde das Kloster von Erzbischof Eskil von Lund als unmittelbares Tochterkloster von Cîteaux gegründet. Von Herrevad ging die Gründung von Kloster Tvis, Kloster Holme und Kloster Løgumkloster aus.
Mit der Einführung der Reformation im Königreich Dänemark 1536 fielen die Klöster an die Krone. Die Mönche in Herrevad durften jedoch bleiben und ihr gewohntes Leben weiterführen. Erst 1565 übergab der letzte Abt Laurids das Kloster an die Krone. In der Folgezeit verfiel die Anlage.
Gegen Ende des 16. Jahrhunderts wurden die Klostergebäude abgebrochen und das Material wurde zum Bau der Caroli-Kirche in Malmö verwendet. Nach dem Übergang Schonens an Schweden wurde das noch bestehende Schloss Herrevad errichtet, in dem Tycho Brahe eine Supernova beobachtete. Das Klosterareal wurde später vom schonischen Husarenregiment, als Depot und von der Luftwaffenschule militärisch genutzt. Das Schloss dient heute als Hotel.

## Bauten und Anlage

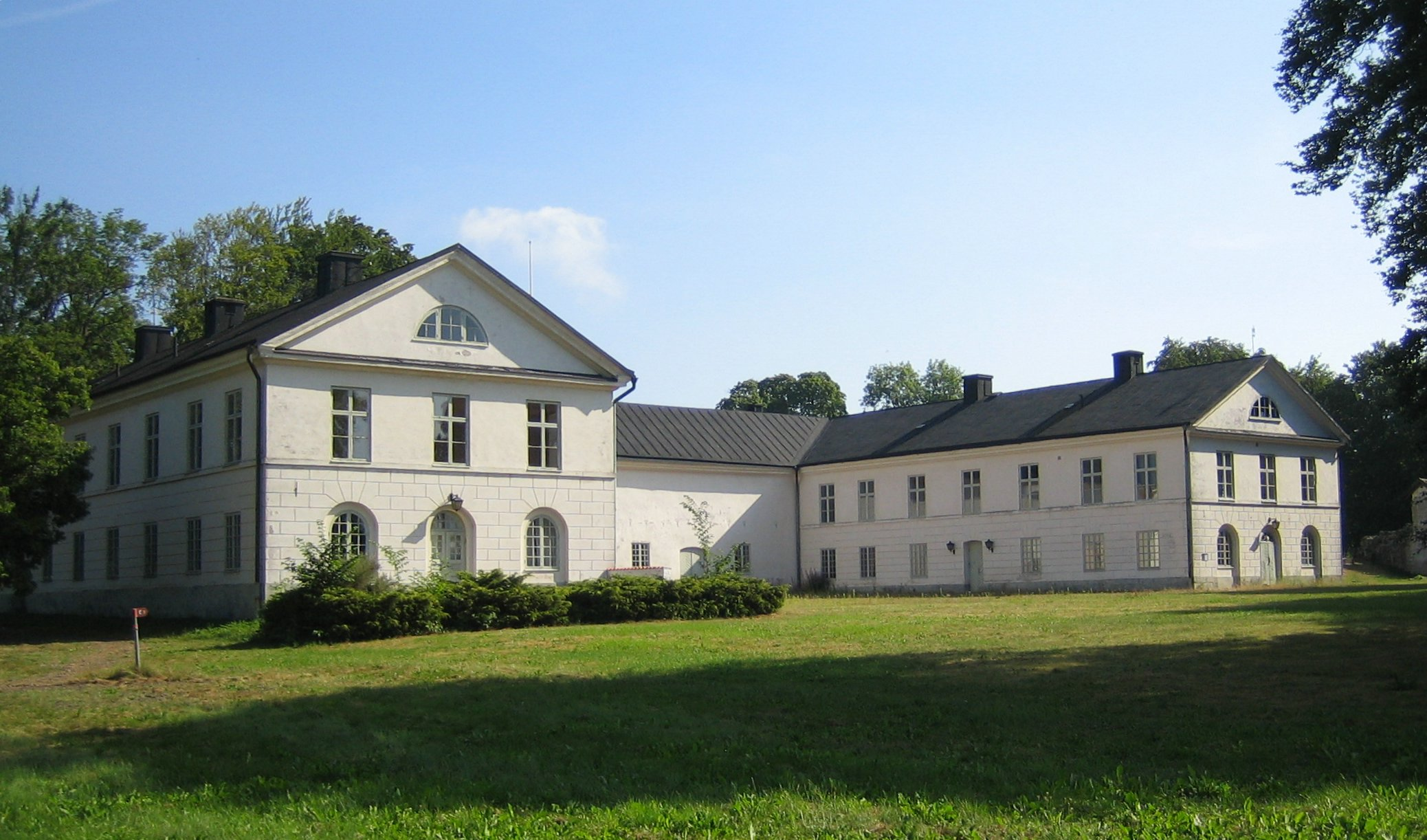
Schloss Herrevad

Die im Jahr 1158 begonnene Kirche war eine dreischiffige, 53 m lange Basilika im gebundenen System im romanischen Stil aus Sandstein vom Typ Fontenay. Sie wurde nach einem Brand im Jahr 1291 aus Backsteinen wiederaufgebaut.  Die Klausur befand sich rechts von der Kirche, lediglich ein Raum (Sakristei oder Armarium) ist noch vollständig erhalten. Auch die Toreinfahrt und ein Flügel des Wirtschaftshofs sind erhalten.